# أبوت باتيسون
أبوت باتيسون (بالإنجليزية: Abbott Lawrence Pattison)‏ هو فنان أمريكي، ولد في 1916 في شيكاغو في الولايات المتحدة، وتوفي في 1999.